# 城口山梅花
城口山梅花（学名：Philadelphus subcanus var. magdalenae）为虎耳草科山梅花属下的一个变种。

## 扩展阅读
- 維基物種上的相關：城口山梅花